# Ара-Алцагат
Ара-Алцагат (рос. Ара-Алцагат) — улус Кяхтинського району, Бурятії Росії. Входить до складу Первомайського сільського поселення.
Населення —  330 осіб (2010 рік). 